# Tập chuyển hóa
Tập chuyển hóa là tập hợp hoàn chỉnh của các chất chuyển hóa tiểu phân tử (như các chất trung gian chuyển hóa, các hormone và các phân tử tín hiệu khác, và các chất chuyển hóa thứ phát) được tìm thấy trong một mẫu vật sinh học, ví dụ như một cơ quan riêng biệt. Giống như tập phiên mã và tập protein, tập chuyển hóa luôn luôn biến động, thay đổi theo từng giây. Mặc dù tập chuyển hóa có thể được xác định một cách nhanh chóng, hiện nay chưa có một phương pháp phân tích đơn thuần nào có thể phân tích được toàn bộ các chất chuyển hóa có mặt (xem trao đổi chất học). Tháng 1 năm 2007, các nhà khoa học tại Đại học Alberta và Đại học Calgary đã hoàn thành một bản phác thảo tập chuyển hóa ở người. Họ đã mô tả và phân loại 2.500 chất chuyển hóa, 1.200 chất thuốc và 3.500 thành phần thức ăn có thể được tìm thấy trong cơ thể người.